# Rudolf Sailer (Skirennläufer)
Rudolf „Rudi“ Sailer (* 15. Juli 1944 in Kitzbühel, Tirol) ist ein ehemaliger österreichischer Skirennläufer. Er startete von 1967 bis 1971 im Skiweltcup und nahm an den Weltmeisterschaften 1970 teil.

## Biografie
Rudi Sailer ist der jüngere Bruder von Rosi Sailer und dem berühmten Toni Sailer. Wie seine Geschwister begann auch er schon früh mit dem Skisport und wurde 1963 österreichischer Juniorenmeister im Riesenslalom. Er wurde 1965 ins Nationalteam des Österreichischen Skiverbandes aufgenommen. Im selben Jahr gewann er sein erstes FIS-Rennen, den Riesenslalom von La Toussuire, bereits 1964 wurde er Dritter im Riesenslalom von Innsbruck. Ein weiterer Sieg gelang ihm 1967 in der Abfahrt von Saalbach-Hinterglemm.
Die ersten Punkte im Weltcup holte der Tiroler am 19. März 1967 im Riesenslalom von Vail. In der folgenden Saison gelangen ihm drei Top-Ten-Plätze in den Abfahrten von Wengen, Chamonix und Aspen. Bei den Olympischen Spielen 1968 war er allerdings nur Ersatzläufer und kam nicht zum Einsatz.
Im Winter 1968/69 fuhr Sailer insgesamt fünfmal unter die besten zehn und erreichte am 14. Februar mit Rang drei in der Abfahrt von Gröden sein bestes Weltcupergebnis. Im Abfahrtsweltcup belegte er damit den siebenten Platz. In der Saison 1969/70 kam Sailer zunächst nur einmal in die Punkteränge, konnte sich aber für die Weltmeisterschaften 1970 in Gröden qualifizieren. Dort erreichte er den siebenten Platz in der Abfahrt auf der Saslong. Im selben Jahr wurde er österreichischer Vizemeister in der Abfahrt. Im folgenden Winter konnte er in keinem Weltcuprennen in die Punkteränge fahren. Aufgrund einer schweren Verletzung musste er seine Karriere schließlich beenden.
Sailer übernahm den Spenglerei- und Glaserbetrieb seines Vaters und leitet seit 1985 die Skischule „Rote Teufel“ in Kitzbühel. Seine zweite sportliche Leidenschaft war der Golfsport, er erreichte einige Erfolge auf nationaler und europäischer Ebene.

## Erfolge

### Weltmeisterschaften
- Gröden 1970: 7. Abfahrt

### Weltcup
- Ein Podestplatz, weitere zehnmal unter den besten zehn